# Tomopterna tuberculosa
Espèce
Synonymes
- Pyxicephalus rugosus Günther, 1865 "1864"
- Rana tuberculosa Boulenger, 1882
- Rana pulchra Boulenger, 1896
- Rana signata Ahl, 1927 "1925"
- Rana cacondana Ahl, 1927 "1925"

Statut de conservation UICN

 LC  : Préoccupation mineure
Tomopterna tuberculosa est une espèce d'amphibiens de la famille des Pyxicephalidae.

## Répartition
Cette espèce est endémique du centre-Sud de l'Afrique. Elle se rencontre en Angola, dans le nord-ouest de la Namibie, en République démocratique du Congo, en Tanzanie, en Zambie et au Zimbabwe,.

## Publication originale
- Boulenger, 1882 : Catalogue of the Batrachia Salientia s. Ecaudata in the collection of the British Museum, ed. 2, p. 1-503 (texte intégral).